# Karabiny
Karabiny – polski film psychologiczny z 1981 roku na podstawie powieści Stanisława Grochowiaka o tym samym tytule.

## Główne role
- Ignacy Gogolewski – Ksiądz Bruno
- Jerzy Janeczek – „Szaluga”
- Sławomira Łozińska – Joanna
- Bogusz Bilewski – „Bimbrownik”
- Zdzisław Kozień – Biskup